# بخش نندوربار
بخش نندوربار (به انگلیسی: Nandurbar district) یک بخش در هند است که در مهاراشترا واقع شده‌است. بخش نندوربار ۵٬۰۳۵ کیلومتر مربع مساحت و ۲۰٬۴۵۳ نفر جمعیت دارد.